# Lúcio Júlio Bruto
Lúcio Júnio Bruto Damásipo, (? - 79 a.C.), Pretor romano.

## Biografia
Membro do Partido Democrático de Mário, foi eleito pretor, tornando-se famoso por sua barbárie.
Em 82 a.C., mandou degolar senadores silanos, para vingar a derrota dos correligionários de Mário, em Sacriperto.
Quando Sula derrotou Mario na Guerra Civil, prometendo vingar-se de seus inimigos, Bruto suicidou-se.